# يوهانا فالا جونسدوتير
يوهانا فالا جونسدوتير,ولدت في عام 1986 في ريكيافيك ،آيسلندا،فازت بمسابقة ملكة جمال أيسلندا في عام 2007، ومثلت بلادها في مسابقة ملكة جمال العالم في سنة 2007 التي أُقيمت في سانيا،الصين.